# Palice (květenství)

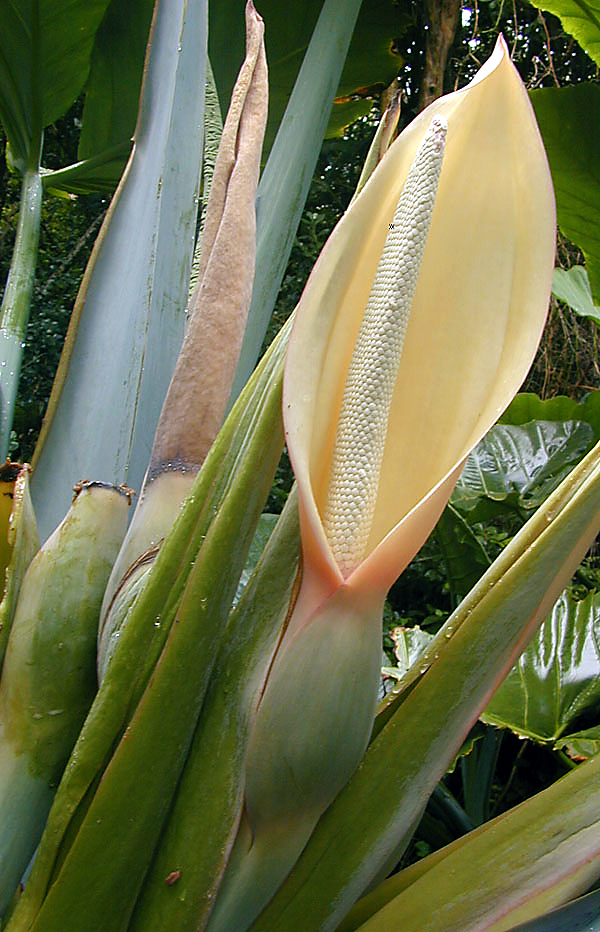
Palice áronu i s toulcem

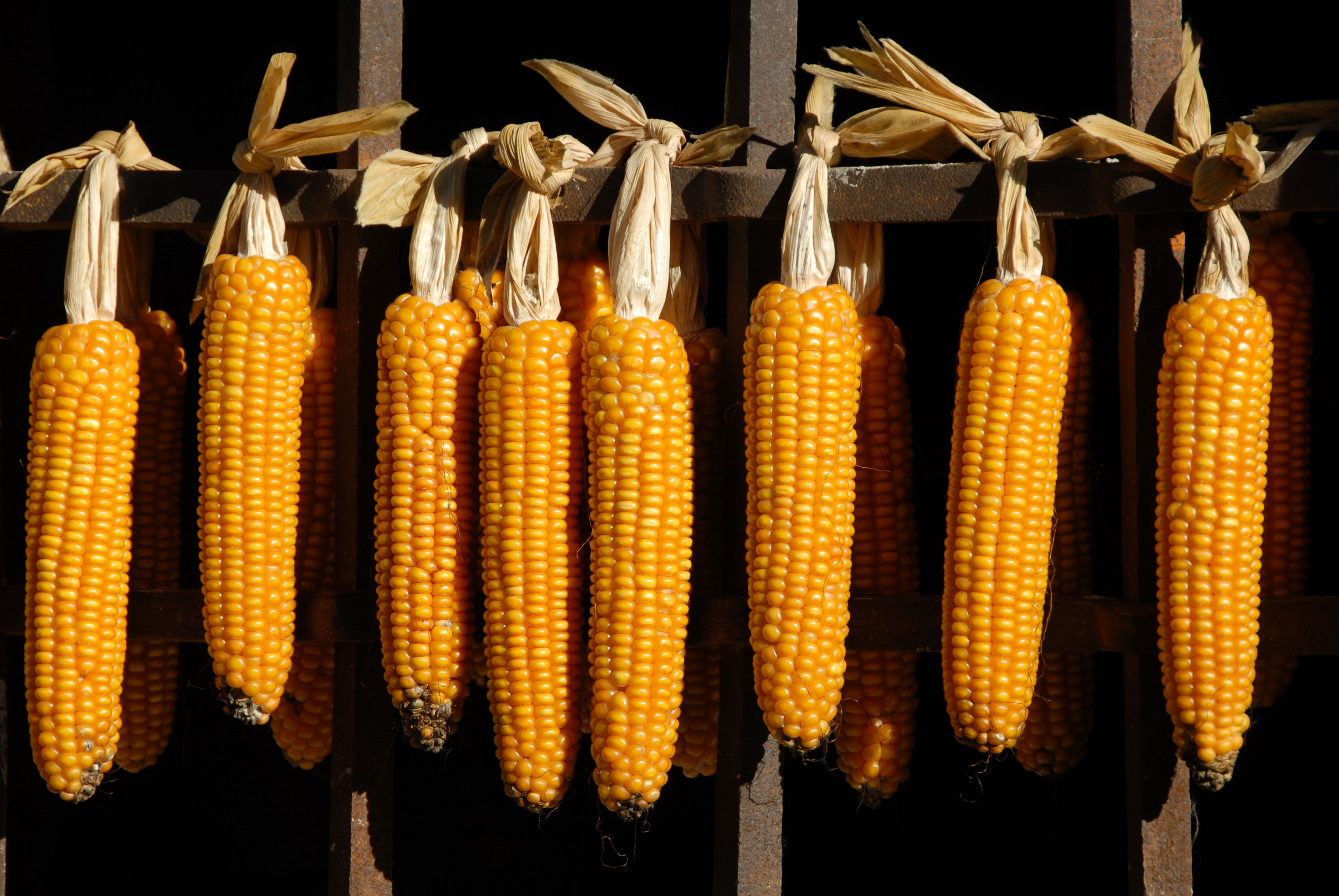
Plodenství kukuřice

Palice (spadix) je druh květenství (v podstatě typ klasu), v němž drobné květy spočívají na dužnatém hlavním vřeteni květenství. Palice je typickým květenstvím některých jednoděložných rostlin, zejména z čeledí árónovité (Araceae) a orobincovité (Typhaceae).
U většiny zástupců árónovitých je toto květenství podepřeno či obaleno jedním velkým listenem, nazývaným toulec. Typickým zástupcem je toulitka (Anthurium).
U jednodomých zástupců je zabráněno samoopylení tak, že nejprve dozrávají pestíky, a až po nich prašníky. Tento jev se nazývá proterogynie (opak proterandrie, kdy nejprve dozrávají prašníky). Existují však i dvoudomé druhy.